# 王友德
王友德（1903年—1940年9月），湖北省阳新县人。中华民国军事将领。
1928年，参加中国工农红军，参加长征。抗日战争期间，由陕北调到新四军工作，1939年，担任新四军豫鄂挺进纵队三团政治处主任；1940年，升任三团政治委员。1940年，京山县平坝战斗中与日军交战中阵亡。